# Bánh xe

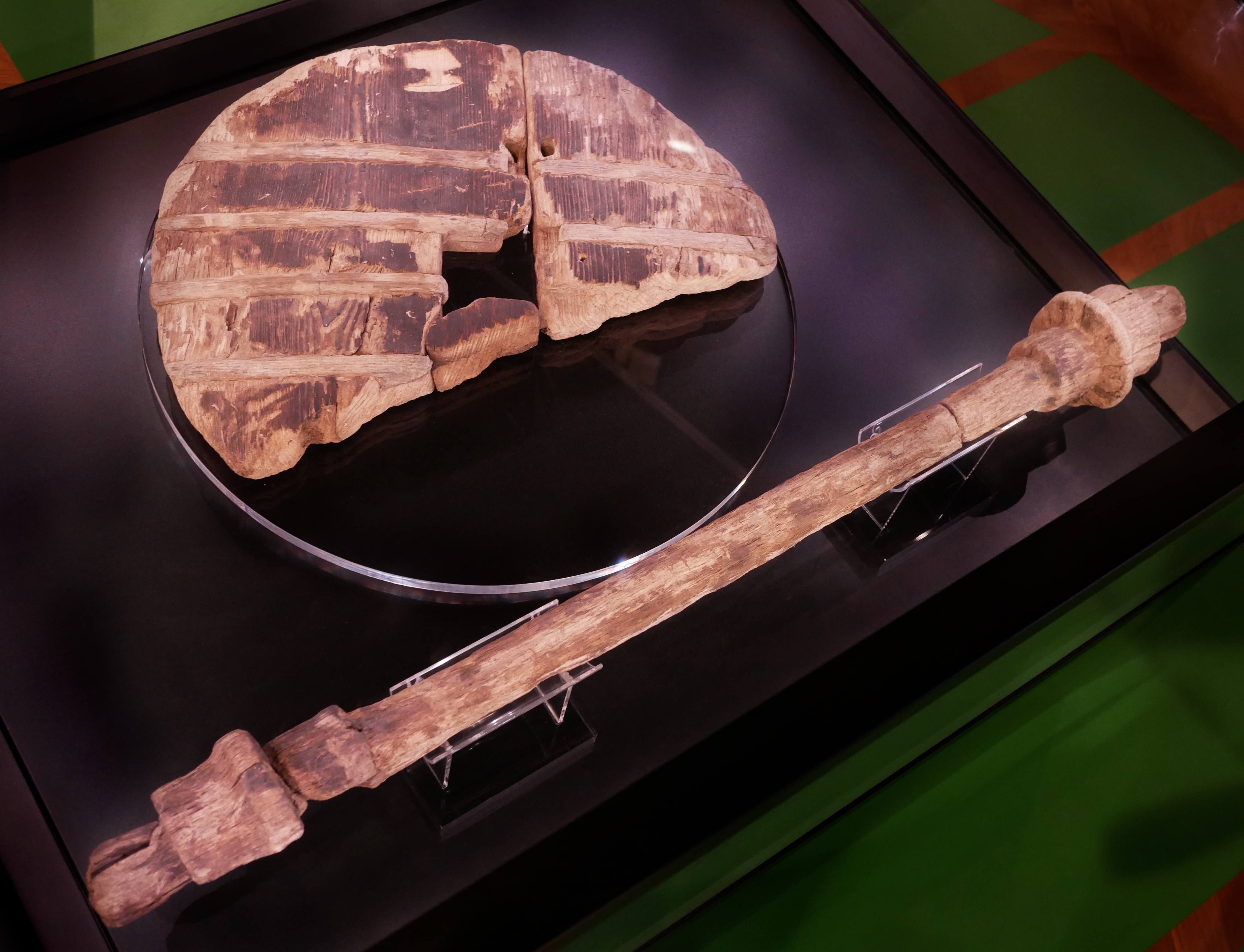
Bánh xe Ljubljana Marshes có trục này là bánh xe bằng gỗ cổ nhất được phát hiện có niên đại Thời đại đồ đồng (khoảng 3.130 TCN)

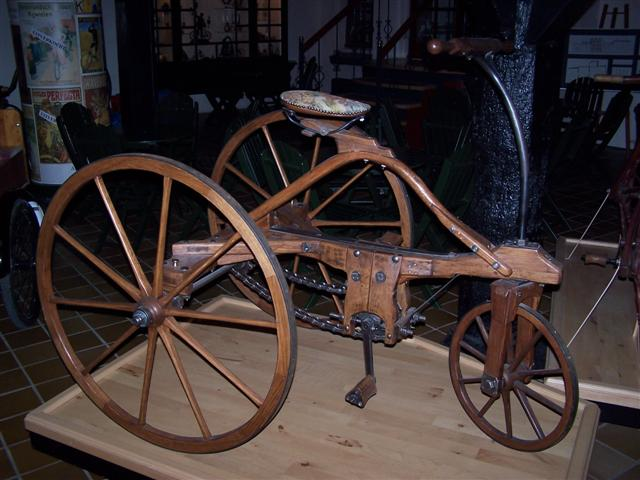
Ba bánh xe trên một chiếc xe ba bánh cổ

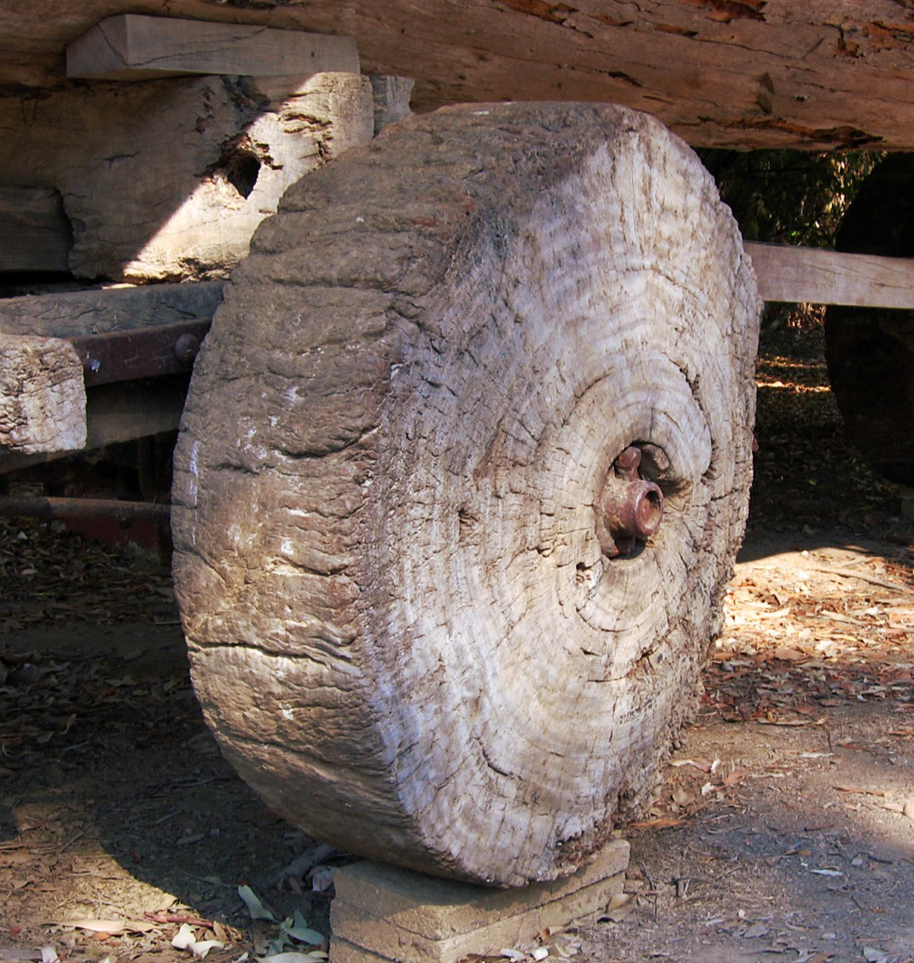
Một bánh xe đời đầu làm bằng một mảnh gỗ rắn

Bánh xe là một khối tròn bằng vật liệu cứng và bền, tại tâm của nó được khoét một lỗ qua đó được đặt một ổ trục mà bánh xe sẽ quay khi có một mômen lực hoặc mômen tác dụng lên bánh xe ở khoảng trục của nó, do đó cùng nhau tạo thành một trong sáu máy đơn giản. Khi được đặt thẳng đứng dưới bệ hoặc thùng chịu lực, bánh xe quay trên trục ngang giúp xe có thể vận chuyển được các vật nặng; khi được đặt nằm ngang, bánh xe quay trên trục thẳng đứng của nó giúp nó có thể điều khiển chuyển động quay được sử dụng để tạo hình vật liệu (ví dụ bánh xe của thợ gốm, bánh xe của cối xay); khi lắp trên cột nối với bánh lái hoặc khung gắn trên các bánh khác, người ta có thể điều khiển hướng của tàu hoặc phương tiện (ví dụ bánh tàu hoặc bánh lái); khi được kết nối với tay quay hoặc động cơ, bánh xe có thể tích trữ, giải phóng hoặc truyền năng lượng (ví dụ như bánh đà).

## Lịch sử
Địa điểm và thời gian của "phát minh" về bánh xe vẫn chưa rõ ràng, vì những gợi ý lâu đời nhất không đảm bảo sự tồn tại của phương tiện giao thông có bánh xe thực sự, hoặc có niên đại với quá nhiều phân tán. Người Elamite đã phát minh ra bánh xe vì tác phẩm điêu khắc của họ là những tác phẩm sớm nhất khắc họa nó. Việc phát minh ra bánh xe bằng gỗ rắn rơi vào cuối thời kỳ đồ đá mới và có thể được nhìn thấy cùng với những tiến bộ công nghệ khác đã tạo ra đầu thời đại đồ đồng. Điều này ngụ ý rằng đã trải qua vài thiên niên kỷ không có bánh xe ngay cả sau khi phát minh ra nông nghiệp và đồ gốm, trong thời kỳ đồ đá mới Aceramic.
- 4500–3300   BC (Thời đại đồ đồng): phát minh ra bánh xe của thợ gốm; bánh xe bằng gỗ đặc sớm nhất (đĩa có lỗ cho trục); xe có bánh sớm nhất; thuần hóa ngựa
- 3300–2200   TCN (Thời kỳ đồ đồng sớm)
- 2200–1550   TCN (thời đại đồ đồng giữa): phát minh ra bánh xe có móc và xe ngựa

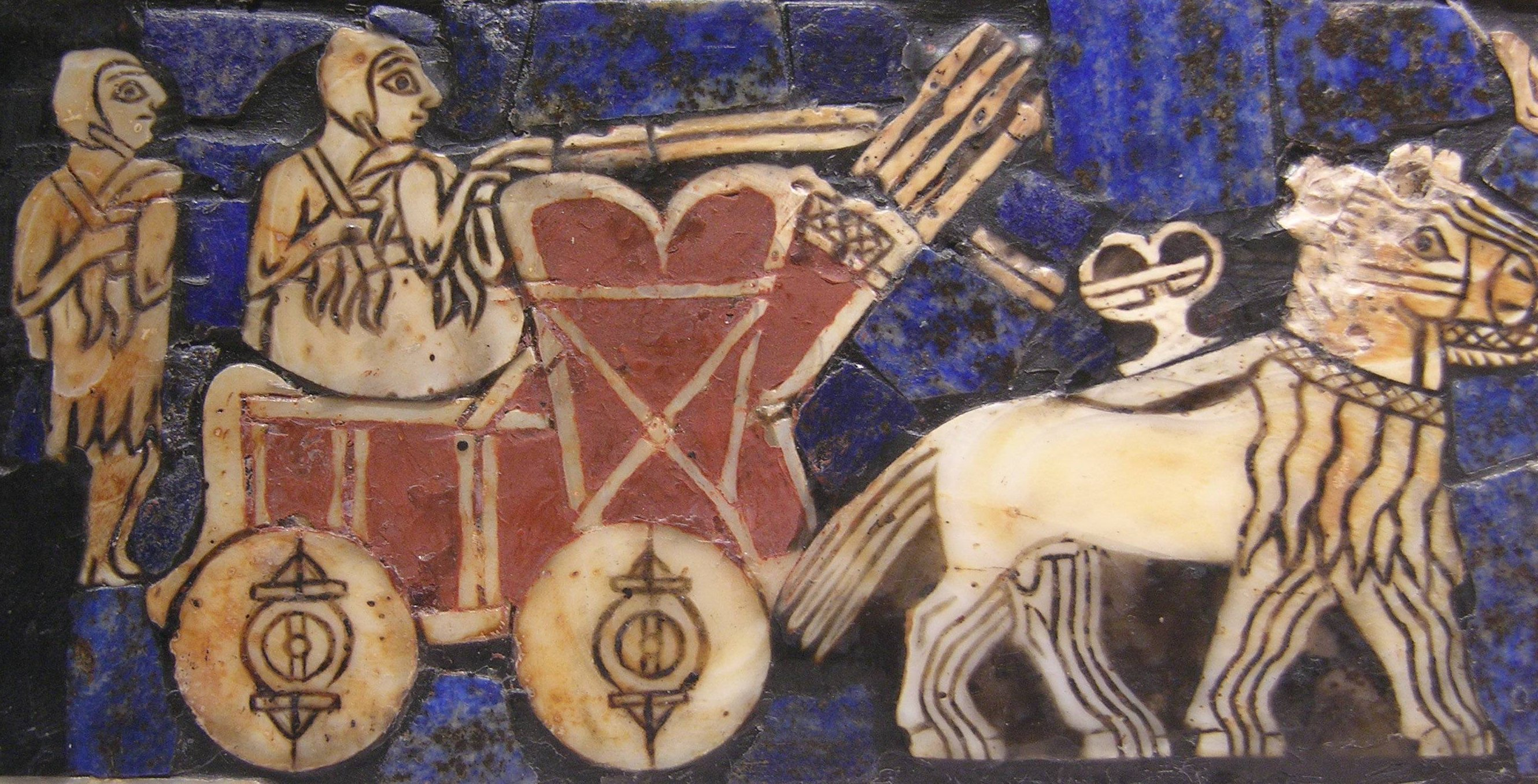
Mô tả về một chiếc xe bò được kéo bằng lừa Trung Á trên "tiêu chuẩn chiến đấu của Ur " của người Sumer (khoảng 2500 TCN)

Văn hóa Halaf 6500-5100 TCN đôi khi được ghi nhận với mô tả sớm nhất về một chiếc xe có bánh, nhưng điều này là đáng nghi ngờ vì không có bằng chứng về việc người Halaf sử dụng xe có bánh hoặc thậm chí là bánh xe đồ gốm. Tiền thân của bánh xe, được gọi là "tournettes" hoặc "bánh xe chậm", được biết đến ở Trung Đông vào thiên niên kỷ thứ 5   TCN. Một trong những ví dụ sớm nhất được phát hiện tại Tepe Pardis, Iran, và có niên đại 5200–4700 TCN. Chúng được làm bằng đá hoặc đất sét và được cố định vào mặt đất bằng một chốt ở giữa, nhưng cần nỗ lực đáng kể để xoay chuyển. Bánh xe của thợ gốm đích thực, quay tự do và có cơ cấu bánh xe và trục, được phát triển ở Lưỡng Hà (Iraq) vào năm 4200–4000 TCN. Ví dụ cổ nhất còn sót lại, được tìm thấy ở Ur (Iraq ngày nay), có niên đại khoảng 3100 TCN.
Bằng chứng gián tiếp lâu đời nhất về chuyển động bằng bánh xe được tìm thấy dưới dạng các bánh xe đất sét thu nhỏ ở phía bắc Biển Đen trước 4000 năm TCN. Từ giữa thiên niên kỷ thứ 4 TCN trở đi, bằng chứng này được cô đọng trên khắp châu Âu dưới dạng ô tô đồ chơi, mô tả hoặc ruts. Ở Mesopotamia, các mô tả về xe ngựa có bánh được tìm thấy trên các bức vẽ bằng đất sét tại quận Eanna của Uruk, thuộc nền văn minh Sumer có niên đại khoảng 3500–3350 TCN. Trong nửa sau của thiên niên kỷ 4 TCN, bằng chứng về các phương tiện có bánh xuất hiện gần như đồng thời ở phương Bắc (văn hóa Maykop) và Nam Kavkaz (văn hóa Kurgan sơ khai) và Đông Âu (văn hóa Cucuteni-Trypillian). Mô tả về một chiếc xe có bánh xuất hiện trong khoảng thời gian từ 3631–3380 TCN trong nồi đất Bronocice được khai quật tại một khu định cư thuộc nền văn hóa Funnelbeaker ở miền nam Ba Lan. Ở Olszanica gần đó, một cánh cửa rộng 2,2 m được xây dựng để vào toa xe; Chuồng này dài 40 m với 3 cửa ra vào, có niên đại 5000 năm TCN - 7000 năm tuổi, thuộc nền văn hóa đồ gốm tuyến tính thời kỳ đồ đá mới. Bằng chứng còn sót lại về sự kết hợp trục bánh xe, từ Stare Gmajne gần Ljubljana ở Slovenia (Bánh xe gỗ Ljubljana Marshes), được xác định niên đại trong khoảng hai độ lệch chuẩn là 3340–3030 TCN, trục đến 3360–3045 TCN. Hai loại bánh xe và trục của châu Âu thời kỳ đồ đá mới đã được biết đến; một circumalpine loại xây dựng toa xe (bánh xe và trục xoay với nhau, như trong Ljubljana Marshes Wheel), và của văn hóa Baden ở Hungary (trục không xoay). Cả hai đều được hẹn hò với c. 3200–3000 TCN. Một số nhà sử học tin rằng đã có sự lan tỏa của phương tiện có bánh từ Cận Đông sang châu Âu vào khoảng giữa thiên niên kỷ thứ 4 TCN.

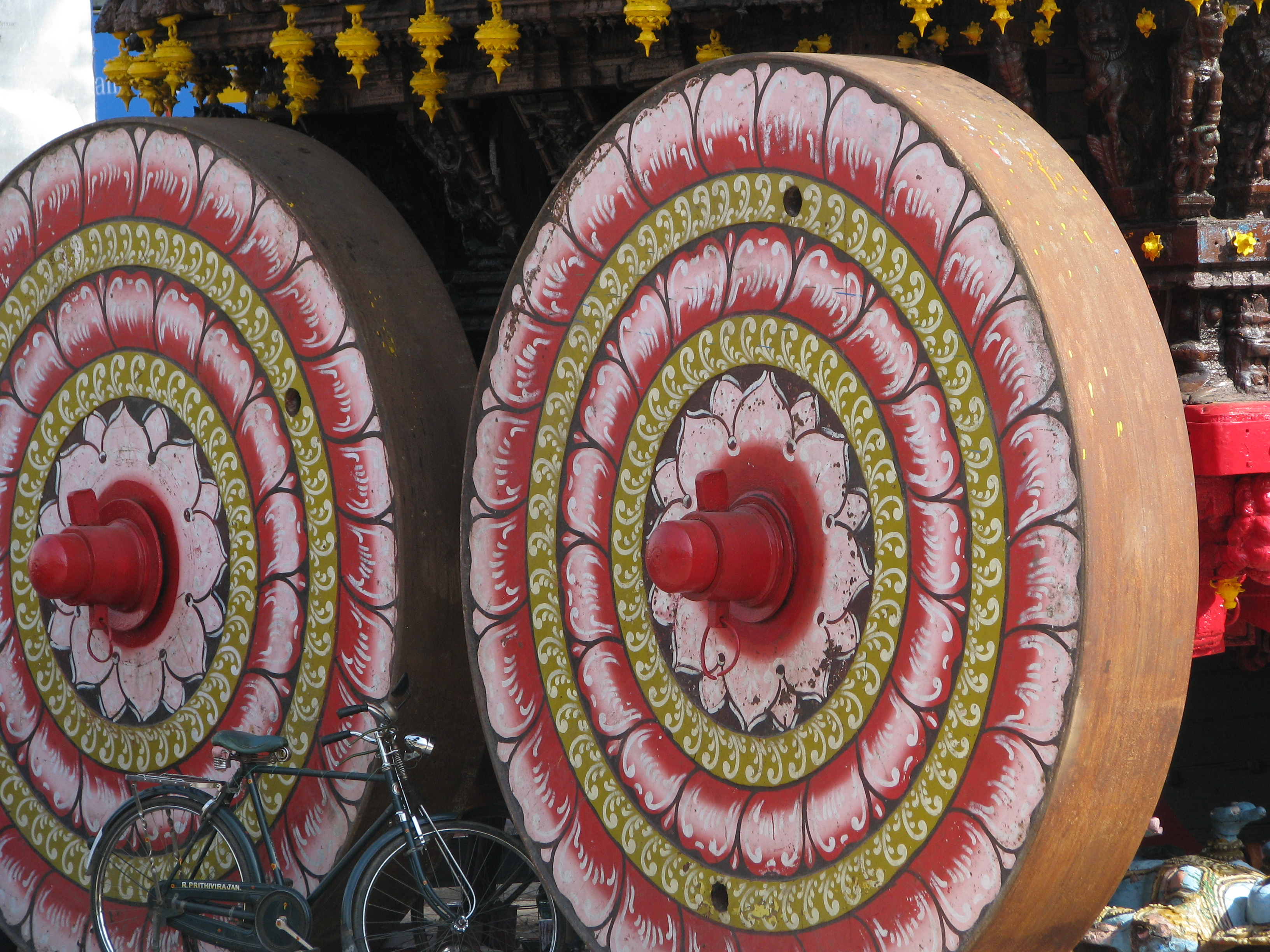
Bánh xe đặc trên một chiếc xe đền chùa nặng, tương phản với bánh xe có dây thép nhẹ hơn của xe đạp roadster màu đen ở phía trước

Bánh xe ban đầu là những đĩa gỗ đơn giản với một lỗ cho trục. Một số bánh xe sớm nhất được làm từ các lát ngang của thân cây. Do cấu trúc của gỗ không đồng đều, bánh xe được làm từ một lát ngang của thân cây sẽ có xu hướng kém hơn bánh xe làm từ các miếng ván dọc tròn.
Bánh xe có trục nối tâm được phát minh gần đây hơn và cho phép chế tạo các loại xe nhẹ hơn và nhanh hơn. Những ví dụ sớm nhất được biết đến về bánh xe có trục nối tâm bằng gỗ là trong bối cảnh của nền văn hóa Sintashta, có niên đại khoảng 2000 TCN (Hồ Krivoye). Ngay sau đó, nền văn hóa ngựa của vùng Caucasus đã sử dụng những cỗ xe chiến có bánh xe kéo do ngựa kéo trong hơn ba thế kỷ. Họ tiến sâu vào bán đảo Hy Lạp, nơi họ tham gia với các dân tộc Địa Trung Hải hiện có để phát triển, cuối cùng, đến Hy Lạp cổ điển sau khi phá vỡ sự thống trị của người Minoan và sự củng cố do Sparta và Athens thời tiền cổ điển lãnh đạo. Xe ngựa Celtic giới thiệu một vành sắt xung quanh bánh xe vào thiên niên kỷ thứ nhất TCN.

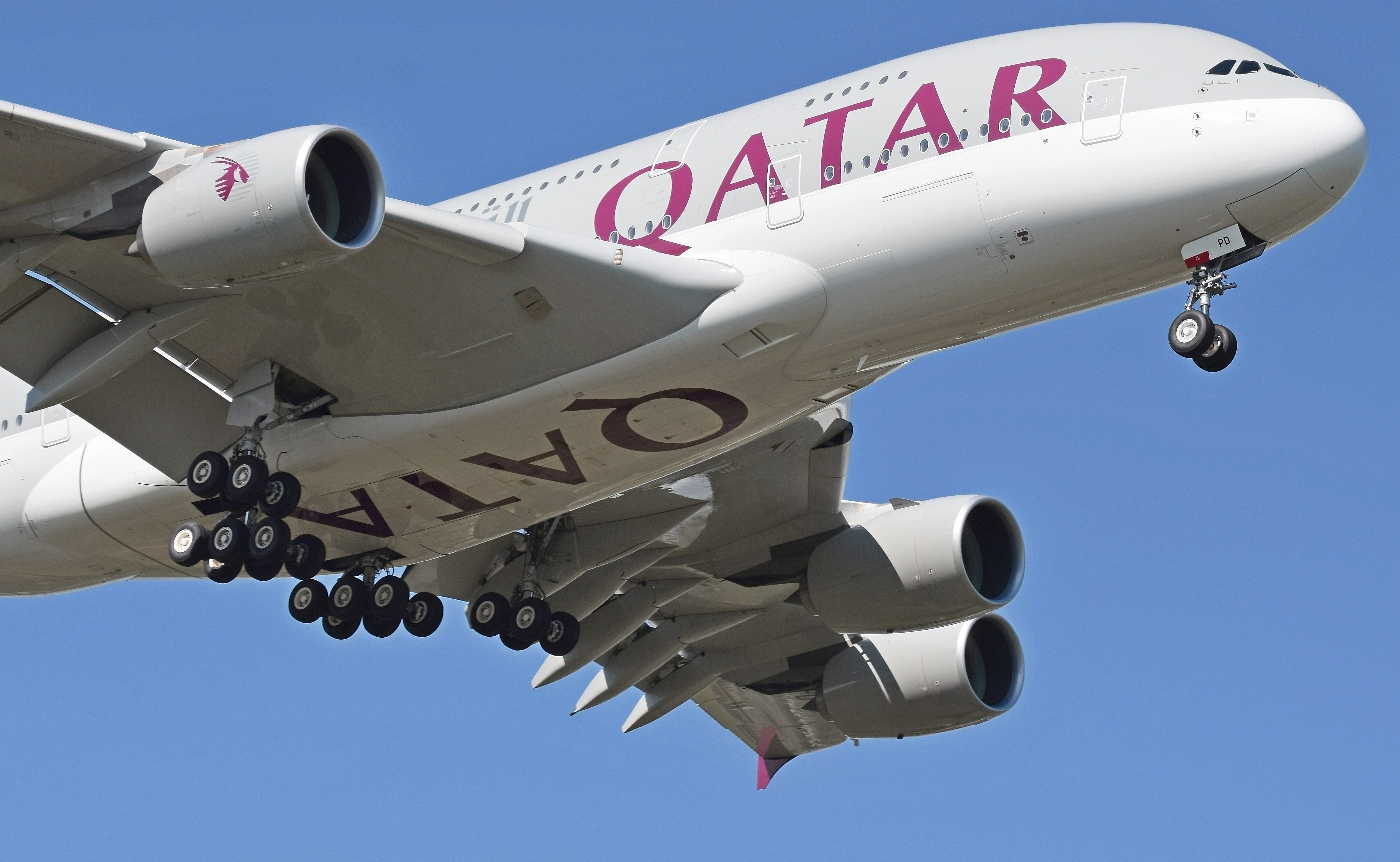
Qatar Airways Airbus A380 đến Sân bay London Heathrow. Nó có hai mươi bánh gầm chính (bốn bánh + bốn trên cánh và sáu bánh + sáu trên thân máy bay). (2015)

Tại Trung Quốc, những dấu vết bánh xe có niên đại khoảng 2200 năm TCN đã được tìm thấy tại Pingliangtai, một địa điểm của Văn hóa Long Sơn. Các dấu vết tương tự cũng được tìm thấy tại Yanshi, một thành phố của nền văn hóa Erlitou, có niên đại khoảng năm 1700 TCN. Bằng chứng sớm nhất về bánh xe có gai ở Trung Quốc đến từ Thanh Hải, dưới dạng hai ổ bánh xe từ một địa điểm có niên đại từ 2000-1500 TCN.
Ở Anh, một bánh xe lớn bằng gỗ, có kích thước khoảng 1 m (3,3 ft) đường kính, được phát hiện tại trang trại Must Farm ở East Anglia vào năm 2016. Mẫu vật có niên đại từ 1.800–800   BC, đại diện cho loại hình hoàn chỉnh nhất và sớm nhất được tìm thấy ở Anh. Trung tâm của bánh xe cũng có mặt. Cột sống của một con ngựa được tìm thấy gần đó cho thấy bánh xe có thể là một phần của xe ngựa. Bánh xe được tìm thấy trong một khu định cư được xây dựng trên nền đất ngập nước, cho thấy rằng khu định cư có một số liên kết với vùng đất khô.

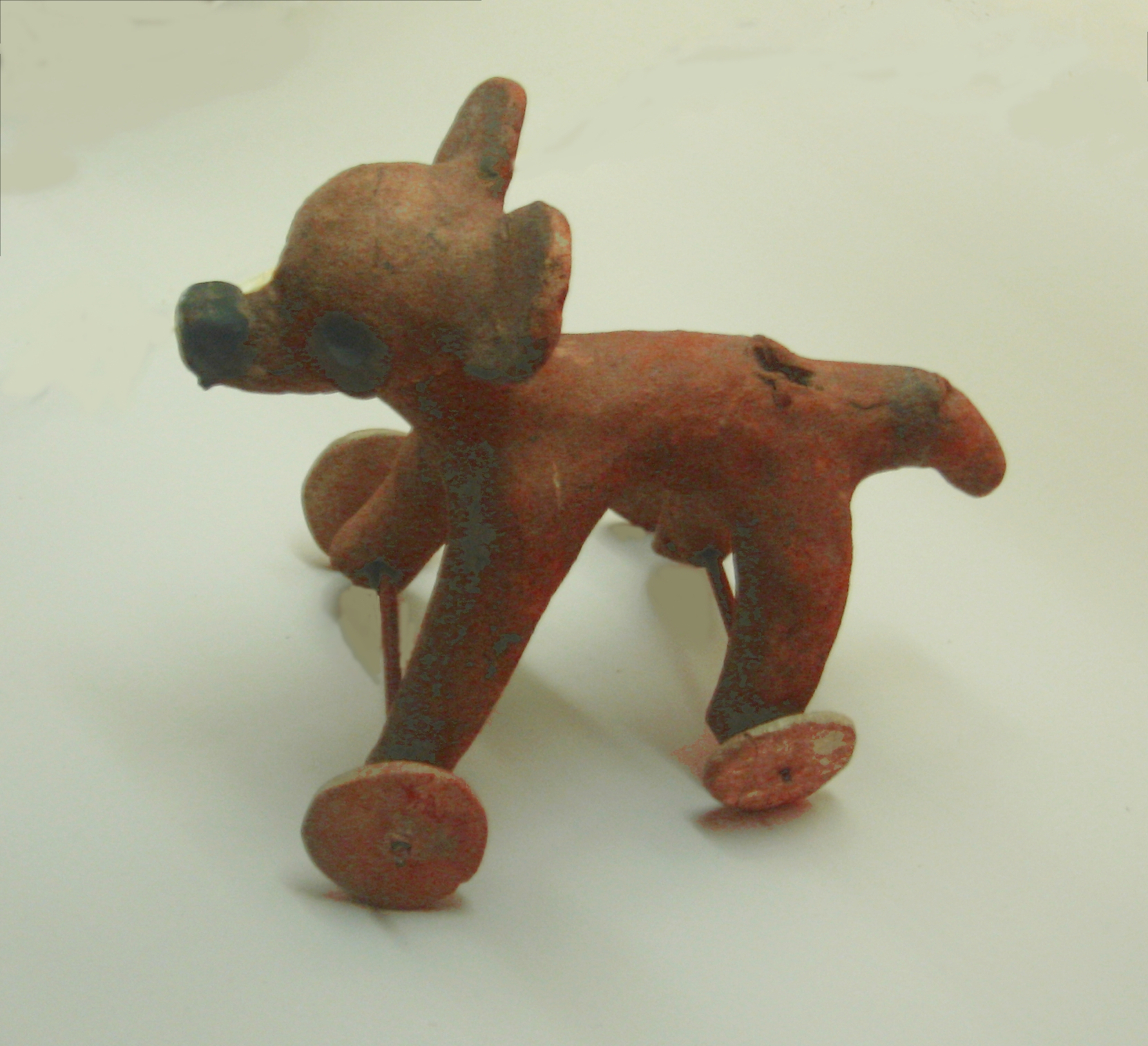
Một bức tượng nhỏ có bánh xe được phát minh độc lập của Thế giới Mới

Mặc dù việc sử dụng bánh xe trên quy mô lớn không xảy ra ở châu Mỹ trước khi tiếp xúc với châu Âu, nhiều hiện vật có bánh xe nhỏ, được xác định là đồ chơi trẻ em, đã được tìm thấy ở các địa điểm khảo cổ của Mexico, một số có niên đại khoảng 1500 TCN. Người ta cho rằng trở ngại chính đối với sự phát triển quy mô lớn của bánh xe ở châu Mỹ là việc không có các loài động vật lớn được thuần hóa có thể được sử dụng để kéo toa xe. Họ hàng gần nhất của gia súc có mặt ở châu Mỹ trong thời kỳ tiền Colombia, American Bison, rất khó thuần hóa và chưa bao giờ được người Mỹ bản địa thuần hóa; một số loài ngựa tồn tại cho đến khoảng 12.000 năm trước, nhưng cuối cùng đã tuyệt chủng. Là loài động vật lớn duy nhất được thuần hóa ở Tây bán cầu, llama, một loài động vật sống theo bầy đàn, nhưng không đủ thể chất để sử dụng làm động vật kéo xe để kéo xe bánh, và việc sử dụng llama không lan rộng ra ngoài dãy Andes vào thời điểm xuất hiện của người châu Âu.
Người Nubia sau khoảng 400 TCN đã sử dụng bánh xe để quay đồ gốm và như bánh xe nước. Người ta cho rằng bánh xe nước Nubian có thể được điều khiển bằng xe bò. Người ta cũng biết rằng người Nubia đã sử dụng xe ngựa được nhập khẩu từ Ai Cập.
Bánh xe hầu như không được sử dụng, ngoại trừ vùng Sừng châu Phi, ở châu Phi cận Sahara vào thế kỷ 19 nhưng điều này đã thay đổi khi có sự xuất hiện của người châu Âu.
Bánh xe có móc được tiếp tục sử dụng mà không có sửa đổi lớn cho đến những năm 1870, khi bánh xe có trục với nan hoa và lốp khí nén được phát minh. Các nan dây chịu lực căng chứ không phải nén, giúp bánh xe vừa cứng vừa nhẹ. Bánh xe dây có đầu nhọn hướng tâm ban đầu đã tạo ra bánh xe dây có hình tròn tiếp tuyến, được sử dụng rộng rãi trên ô tô vào cuối thế kỷ 20. Bánh xe hợp kim đúc hiện nay được sử dụng phổ biến hơn; bánh xe hợp kim rèn được sử dụng khi trọng lượng là quan trọng.

Việc phát minh ra bánh xe cũng đã được quan trọng đối với công nghệ nói chung, các ứng dụng quan trọng trong đó có bánh xe nước, các bánh xe có răng (xem thêm cỗ máy Antikythera), các bánh xe quay, và các thiên hoặc torquetum. Những hậu duệ hiện đại hơn của bánh xe bao gồm cánh quạt, động cơ phản lực, bánh đà (con quay hồi chuyển) và tuabin.

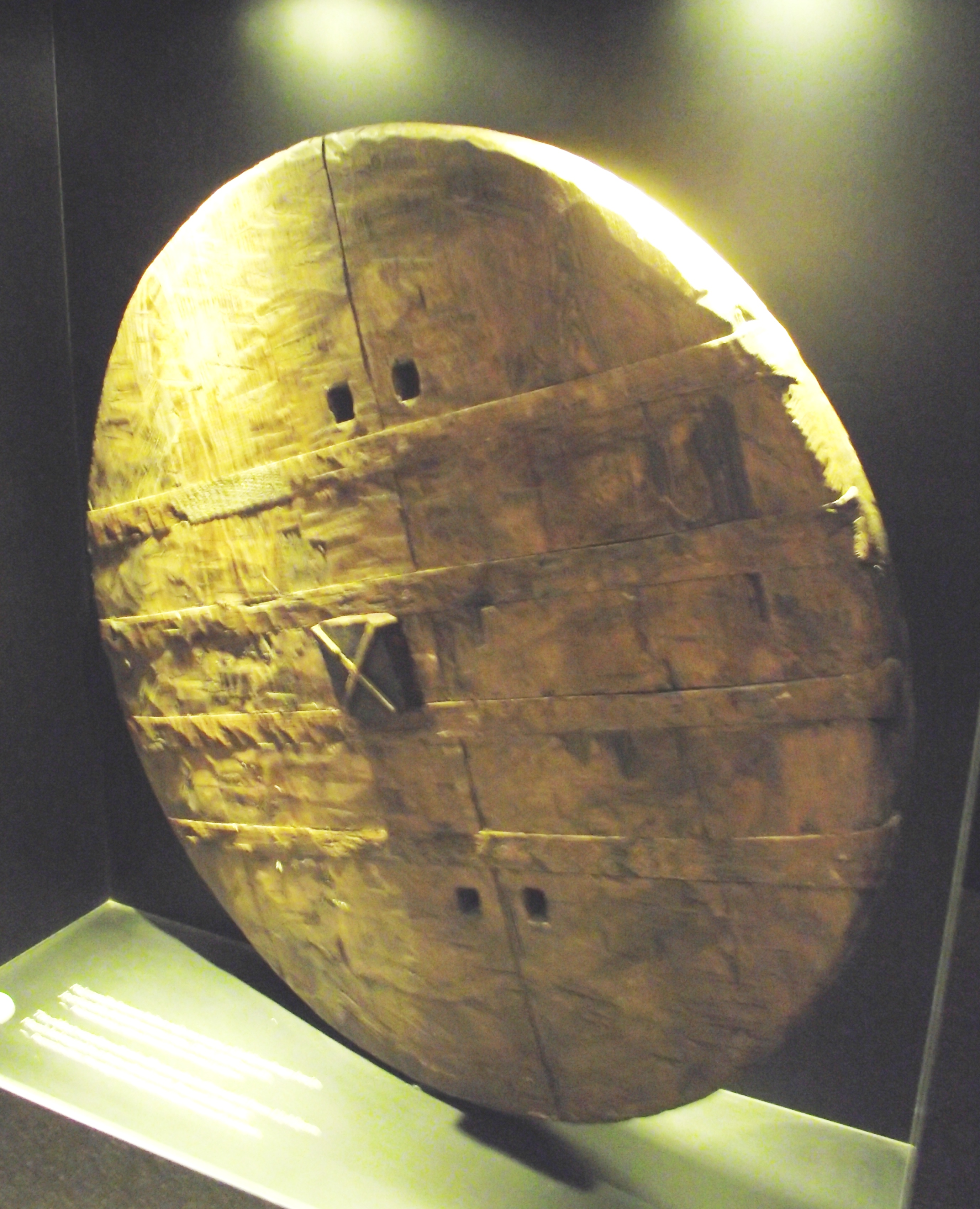
Bánh xe Ljubljana Marshes, từ khoảng năm 3150   TCN (mô hình phục hồi của bộ phận bánh xe bằng gỗ có niên đại chính xác bằng cacbon phóng xạ lâu đời nhất trên thế giới).
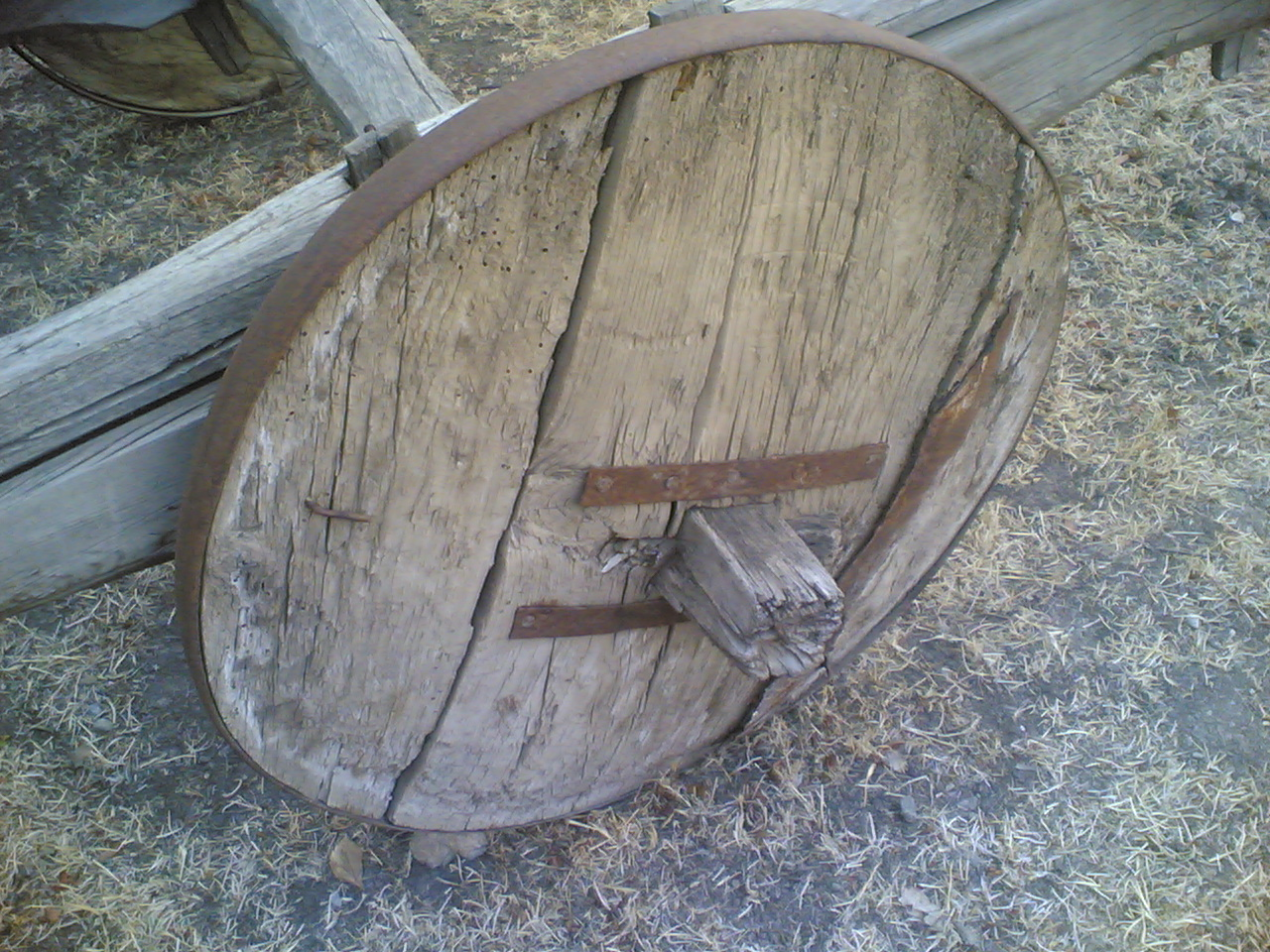
Bánh xe rắn của thế kỷ 20 làm bằng ván gỗ, gắn với một vành bánh xe kim loại
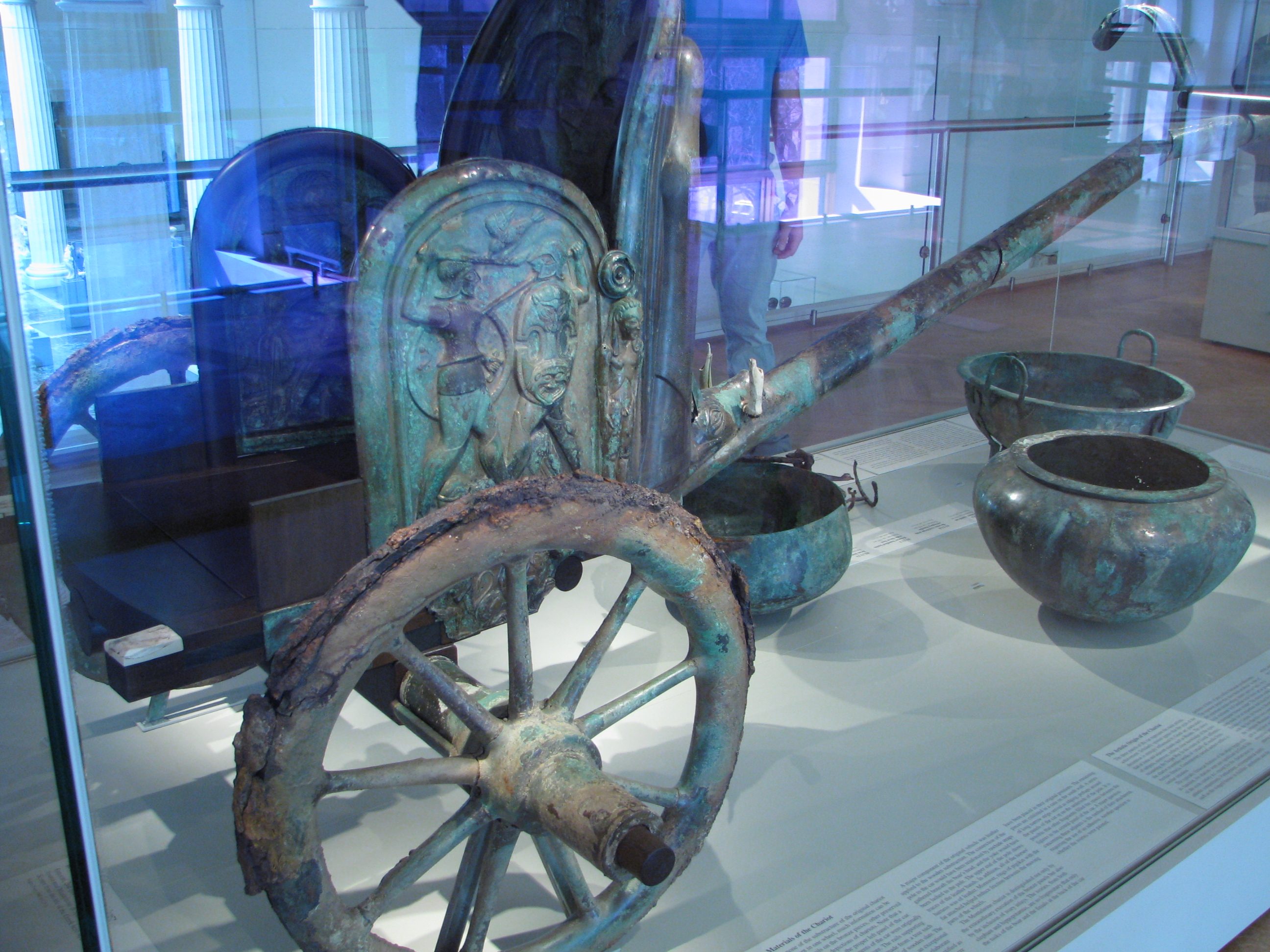
Bánh xe có móc trên cỗ xe Etruscan Monteleone cổ, quý 2 của thế kỷ 6   BC Bản mẫu:Contradict-inline
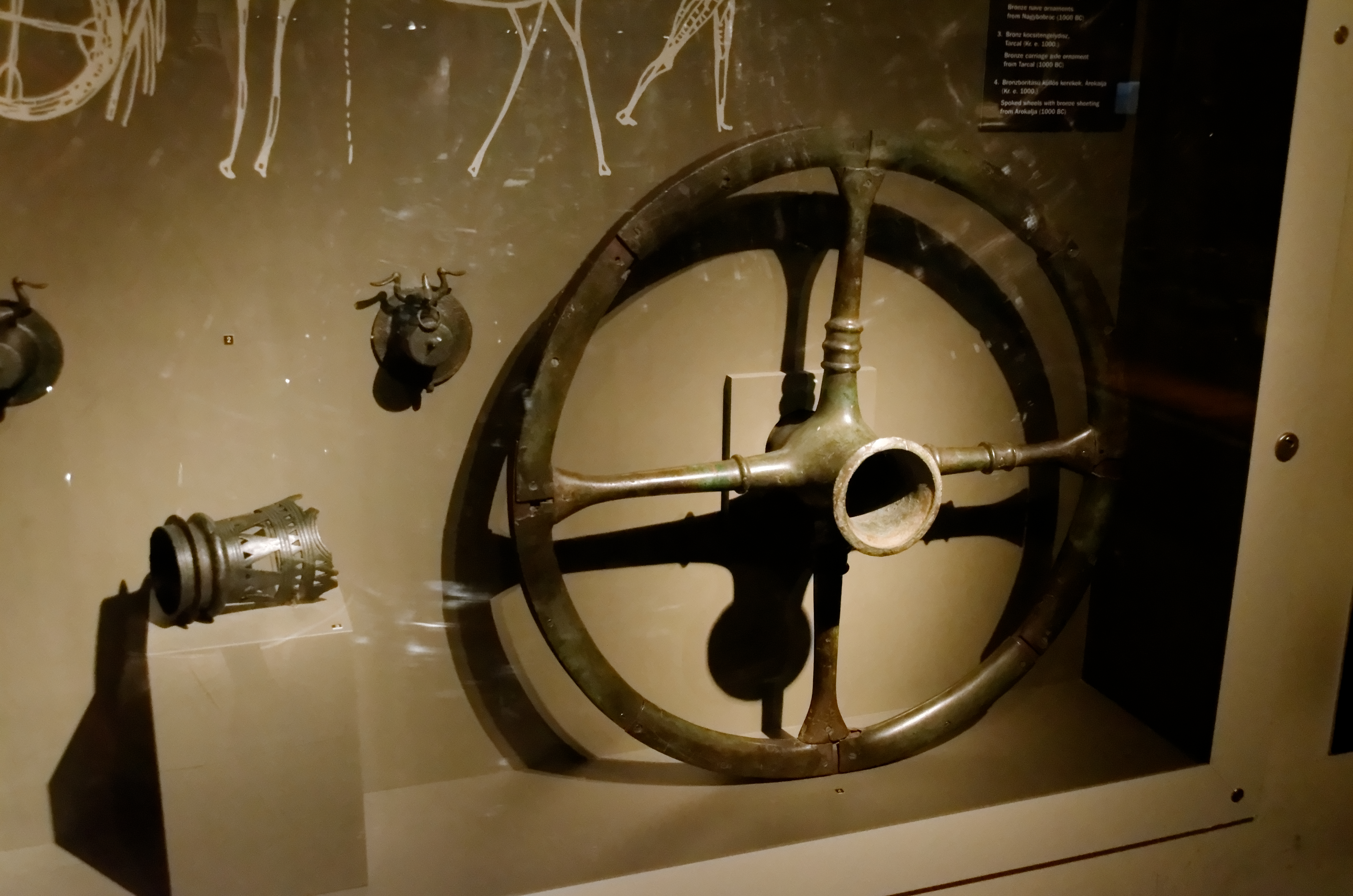
Bánh xe xoay với tấm đồng từ Árokalja, từ khoảng năm 1000   BC.
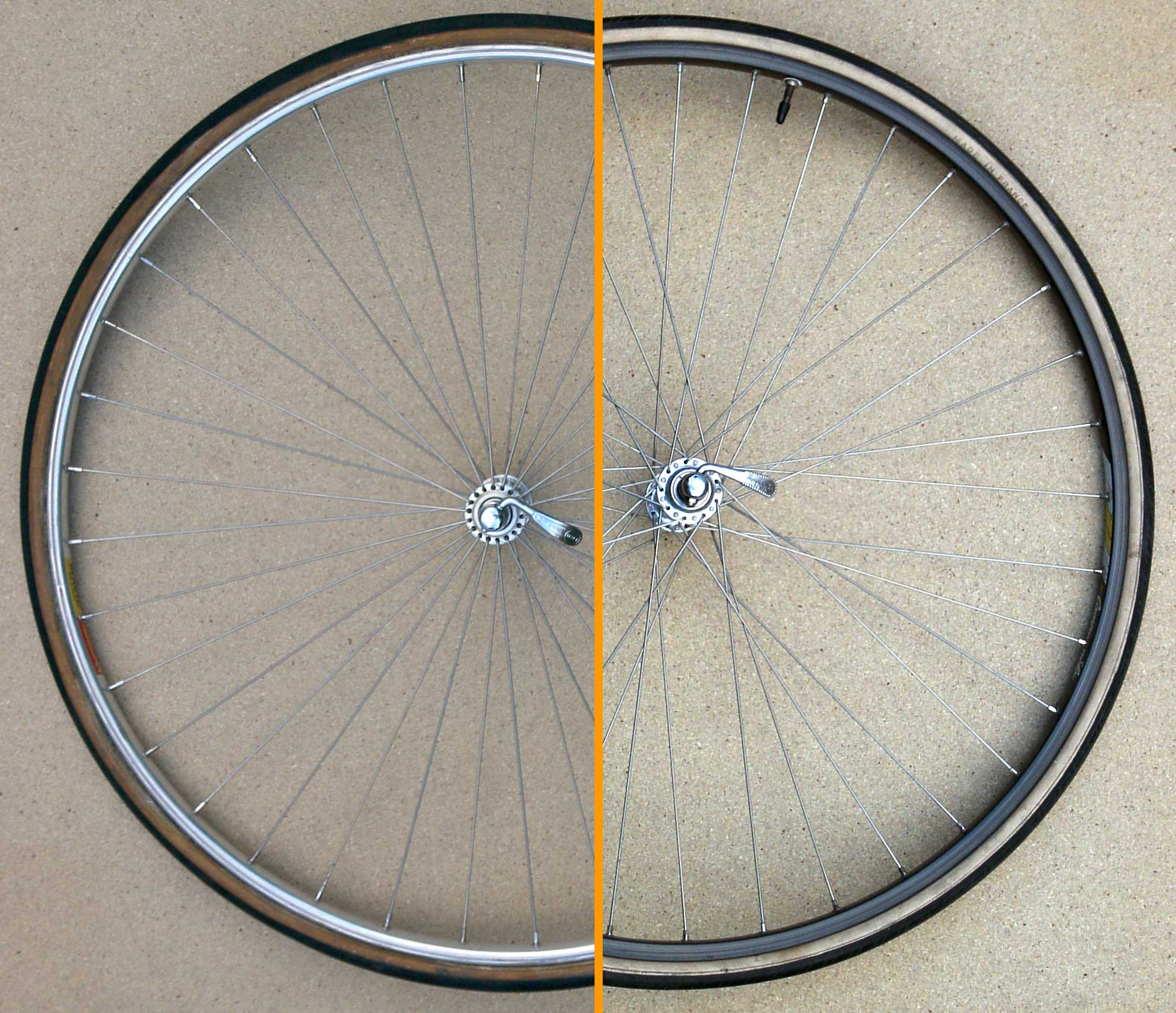
Bánh xe có dây quay hướng tâm - (trái) và tiếp tuyến - (phải), cả hai đều có lốp khí nén.
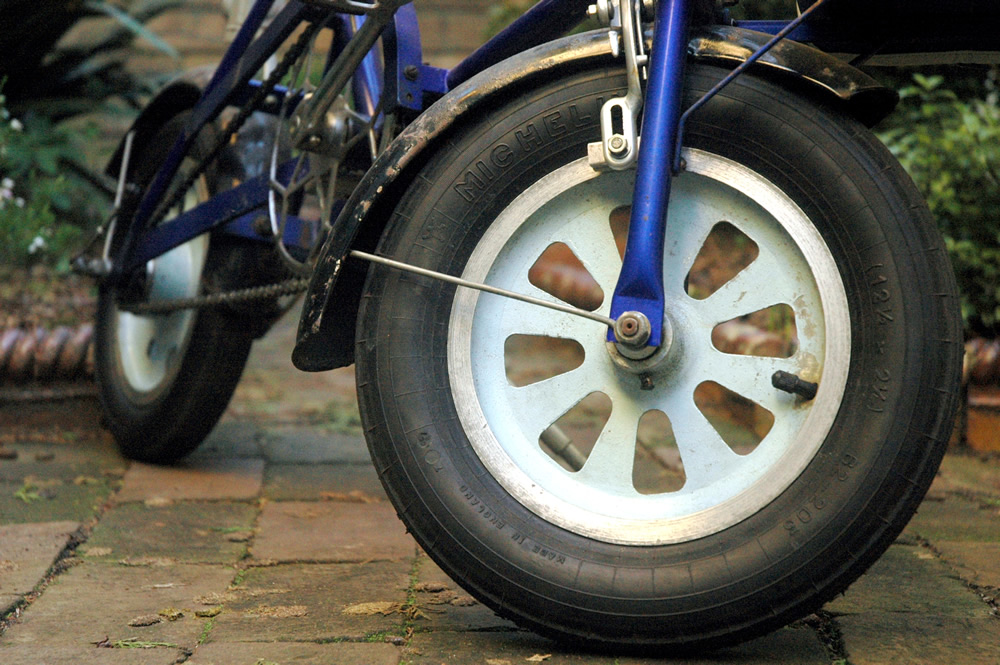
Bánh xe hợp kim đúc trên xe đạp gấp, có lốp hơi.

## Cơ chế và chức năng

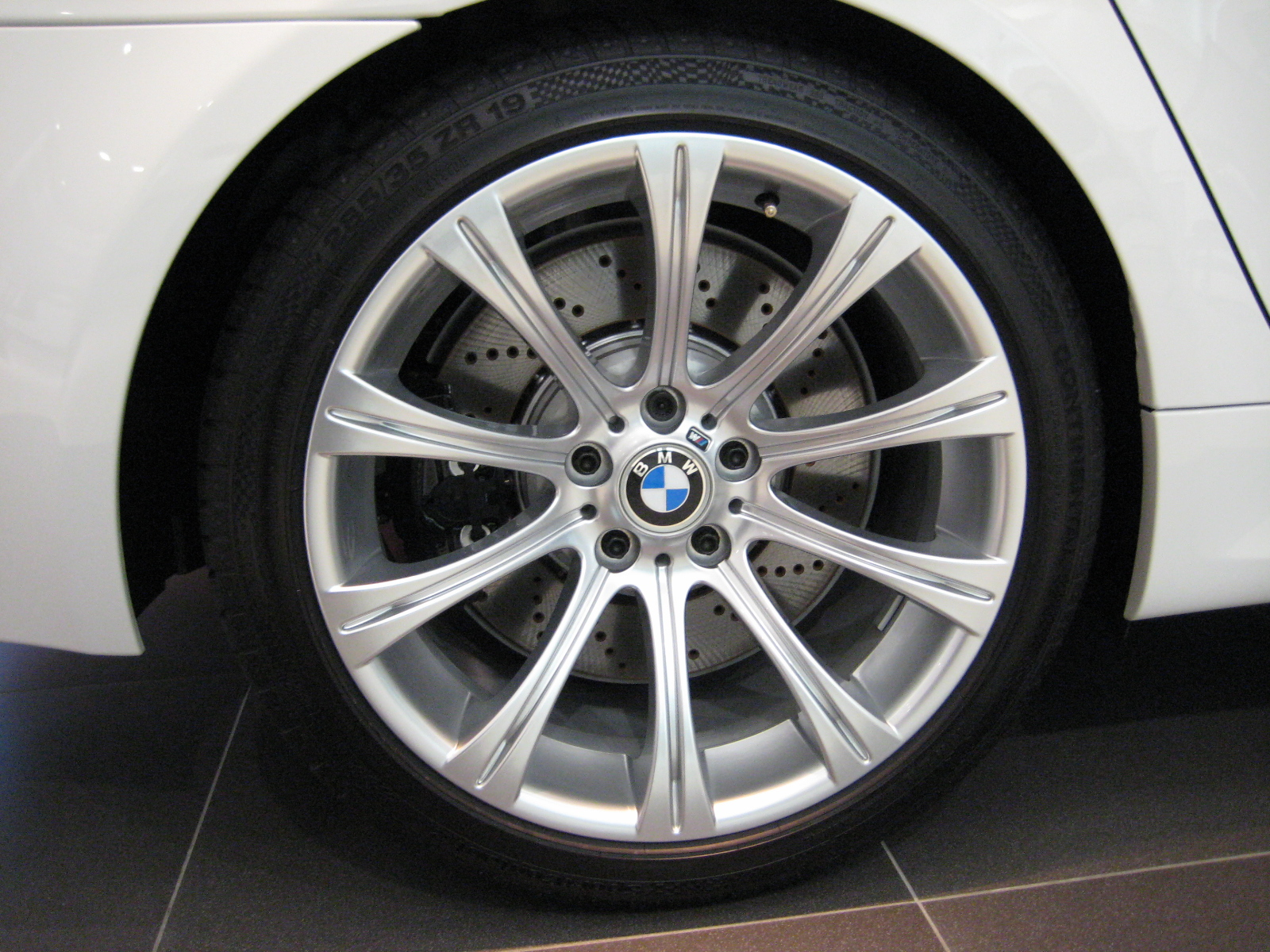
Bánh xe ô tô BMW

Lực cản thấp đối với chuyển động (so với lực kéo) của bánh xe được giải thích như sau (tham khảo ma sát):
- lực pháp tuyến tại mặt trượt là như nhau.
- khoảng cách trượt giảm trong một quãng đường di chuyển nhất định.
- hệ số ma sát ở mặt phân cách thường thấp hơn.

Vòng bi được sử dụng để giúp giảm ma sát ở giao diện. Trong trường hợp đơn giản nhất và lâu đời nhất, ổ trục chỉ là một lỗ tròn mà trục đi qua (một " ổ trục trơn ").
Thí dụ:
- Nếu vật 100 kg được kéo đi trong 10 m dọc theo bề mặt có hệ số ma sát μ = 0,5, lực pháp tuyến là 981 N và công thực hiện (năng lượng cần thiết) là (công = lực x quãng đường)  981 × 0,5 × 10 = 4905 jun.
- Bây giờ cung cấp cho đối tượng 4 bánh xe. Lực pháp tuyến giữa 4 bánh xe và trục xe là như nhau (tổng cộng) 981 N. Giả sử, đối với gỗ, μ   = 0,25 và nói đường kính bánh xe là 1000   mm và đường kính trục là 50 mm. Vậy trong khi vật vẫn chuyển động 10 m thì các mặt ma sát trượt chỉ trượt qua nhau một đoạn 0,5 m. Công cần thực hiện là 981 × 0,25 × 0,5 = 123 jun; công phải thực hiện đã giảm xuống còn 1/40 công khi kéo vật.

Năng lượng bổ sung bị mất khi truyền lực từ bánh xe sang đường. Đây được gọi là lực ma sát lăn mà chủ yếu là sự mất biến dạng. Năng lượng này cũng được hạ thấp khi sử dụng một bánh xe (so với kéo) vì lực tịnh trên điểm tiếp xúc giữa đường và bánh xe gần như vuông góc với mặt đất, và do đó, tạo ra một công gần như bằng không. Điều này phụ thuộc vào bản chất của mặt đất, vật liệu của bánh xe, độ trượt của nó trong trường hợp lốp, mô-men xoắn thực do động cơ cuối cùng tạo ra, và nhiều yếu tố khác.
Một bánh xe cũng có thể mang lại lợi thế khi đi qua các bề mặt không đều nếu bán kính bánh xe đủ lớn so với các bề mặt không đều.
Chỉ riêng bánh xe không phải là máy móc mà khi gắn vào trục kết hợp với ổ trục sẽ tạo thành bánh xe và trục xe, một trong những máy móc đơn giản. Bánh xe dẫn động là một ví dụ về bánh xe và trục. Bánh xe có niên đại trước khoảng 6000 năm, bản thân nó là một sự phát triển của việc sử dụng các khúc gỗ tròn làm con lăn để di chuyển một tải nặng — một thực tiễn đã có từ trước lịch sử cho đến nay vẫn chưa có niên đại được ghi lại.

## Cấu trúc

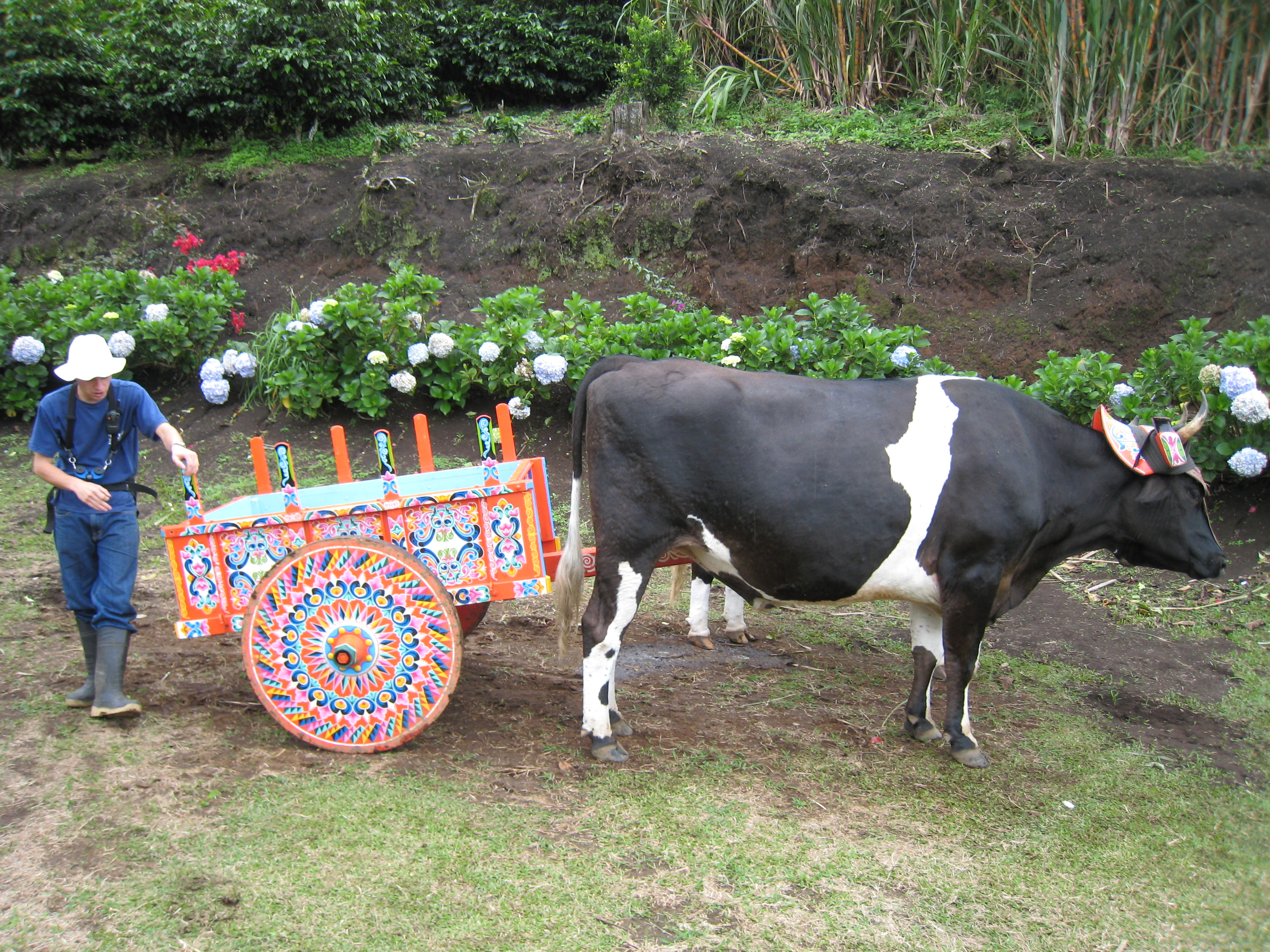
Bánh xe đặc dùng bò kéo ở Costa Rica, trang trí màu mè

### Vành

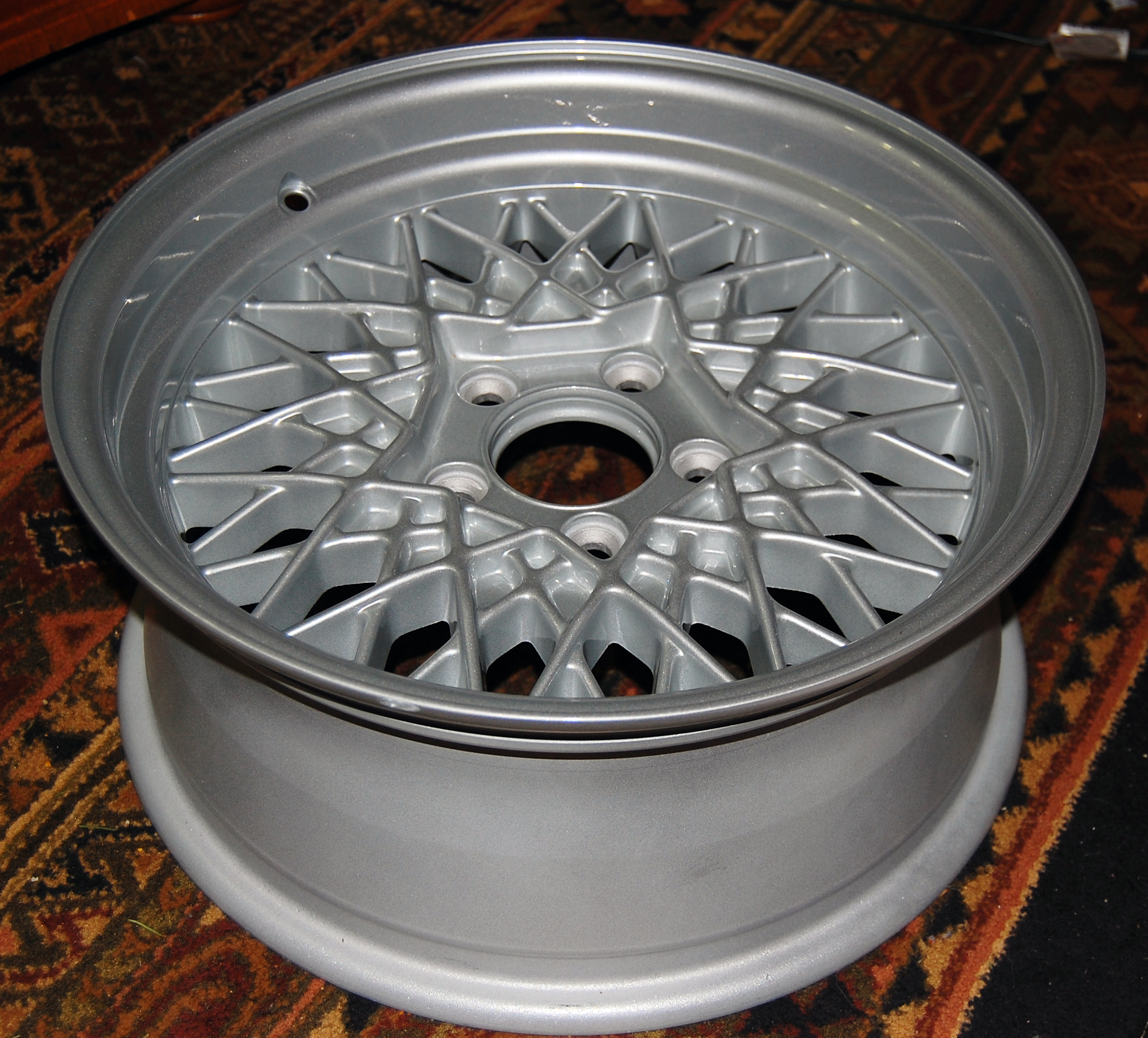
Bánh xe hợp kim nhôm

Vành là "mép ngoài của bánh xe, giữ lốp xe."  Nó tạo nên thiết kế hình tròn bên ngoài của bánh xe, trên đó mép trong của lốp được gắn trên các phương tiện giao thông như ô tô. Ví dụ, trên bánh xe đạp, vành là một cái vòng lớn gắn vào hai đầu bên ngoài của các nan của bánh xe để giữ lốp và săm.
Trong thiên niên kỷ thứ nhất TCN, một vành sắt đã được ghép vào xung quanh bánh xe bằng gỗ của xe ngựa.

### Tâm
Tâm là trung tâm của bánh xe, và thường chứa một ổ trục, và là nơi các nan hoa gặp nhau.
Bánh xe không có trục (còn được gọi là bánh xe có vành hoặc bánh xe không có tâm) là loại bánh xe không có trục giữa. Cụ thể hơn, trung tâm thực sự lớn gần bằng chính bánh xe. Trục rỗng, chạy theo bánh xe với dung sai rất gần.

### Nan hoa gỗ

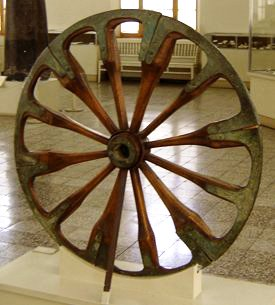
Một bánh xe có nan hoa gỗ được trưng bày tại Bảo tàng Quốc gia Iran, ở Tehran. Bánh xe có niên đại vào cuối thiên niên kỷ thứ 2 TCN và được khai quật tại Choqa Zanbil.

Nan hoa là một trong số các thanh tỏa ra từ tâm bánh xe (trung tâm nơi trục kết nối), kết nối trung tâm với bề mặt kéo tròn. Thuật ngữ này ban đầu dùng để chỉ các phần của một khúc gỗ đã được chia theo chiều dọc thành bốn hoặc sáu phần. Các thành viên xuyên tâm của một bánh xe goòng được tạo ra bằng cách khắc một cái chấu (từ một khúc gỗ) thành hình dạng hoàn chỉnh của chúng. Một máy gọt nan hoa là một công cụ ban đầu được phát triển cho mục đích này. Cuối cùng, thuật ngữ nan hoa được áp dụng phổ biến hơn cho thành phẩm của công việc của người làm nan hoa, hơn là các vật liệu được sử dụng.

### Nan hoa sắt
Các vành của bánh xe dây (hoặc "bánh xe có dây") được kết nối với trục của chúng bằng các nan hoa bằng dây sắt. Mặc dù những sợi dây sắt này thường cứng hơn một sợi dây thông thường, nhưng chúng có chức năng cơ học giống như dây mềm căng, giữ cho vành vững chắc trong khi chịu tải trọng.
Bánh xe dùng nan hoa sắt được sử dụng trên hầu hết các loại xe đạp và vẫn được sử dụng trên nhiều xe máy. Chúng được phát minh bởi kỹ sư hàng không George Cayley và lần đầu tiên được sử dụng trên xe đạp bởi James Starley. Một quá trình lắp ráp bánh xe dây được mô tả như là đóng bánh xe.

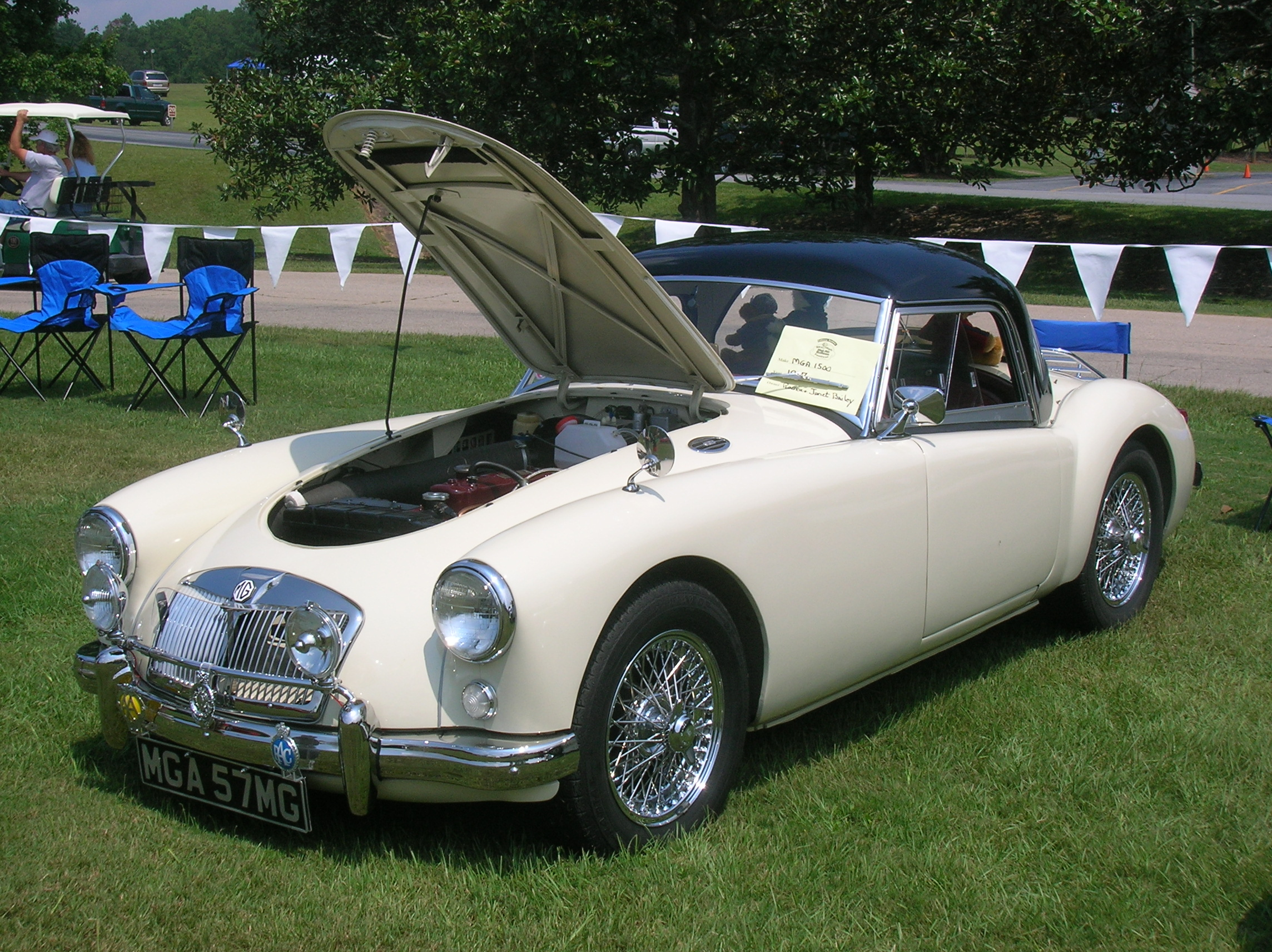
Một chiếc ô tô MGA 1957 với bánh xe dây

### Lốp

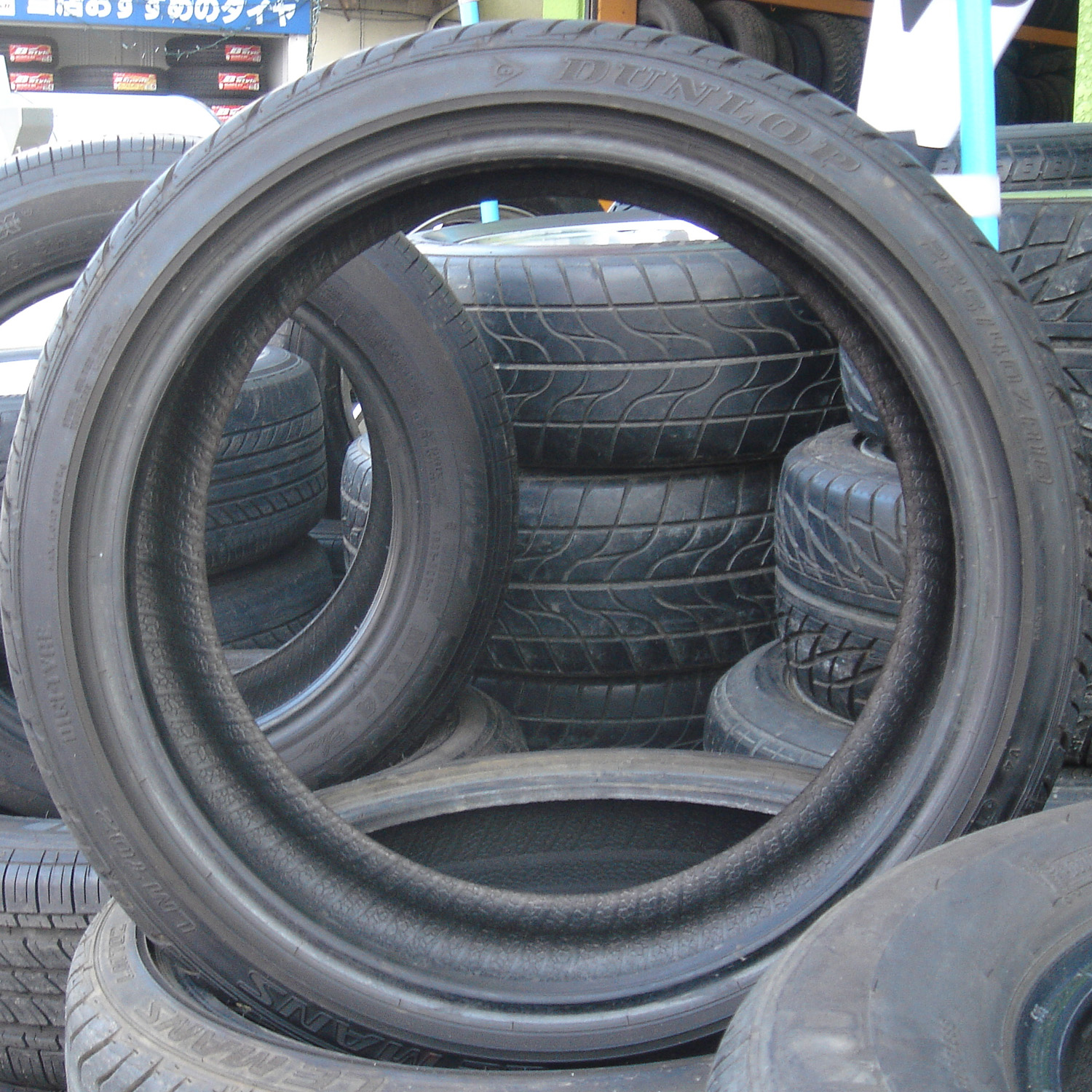
Lốp ô tô xếp chồng và đứng

Lốp hoặc lốp xe là một lớp bọc hình vành khuyên vừa vặn xung quanh vành bánh xe để bảo vệ và cho phép xe vận hành tốt hơn bằng cách cung cấp một lớp đệm linh hoạt giúp giảm sốc trong khi giữ bánh xe tiếp xúc gần với mặt đất. Bản thân từ này có thể bắt nguồn từ từ "buộc", dùng để chỉ bộ phận vòng thép bên ngoài của bánh xe đẩy bằng gỗ để buộc các đoạn gỗ lại với nhau
Vật liệu cơ bản của lốp xe hiện đại là cao su tổng hợp, cao su tự nhiên, vải và dây, cùng với các hợp chất hóa học khác. Chúng bao gồm một lớp gai sần sùi và một phần thân. Lốp xe cung cấp lực kéo trong khi phần thân đảm bảo sự hỗ trợ. Trước khi cao su được phát minh, các phiên bản đầu tiên của lốp xe chỉ đơn giản là các dải kim loại gắn xung quanh bánh xe bằng gỗ để chống mài mòn. Ngày nay, phần lớn lốp xe là cấu trúc bơm hơi bằng khí nén, bao gồm phần thân hình bánh rán của dây và dây được bọc trong cao su và thường được bơm đầy khí nén để tạo thành đệm bơm hơi. Lốp khí nén được sử dụng trên nhiều loại phương tiện như ô tô, xe đạp, xe máy, xe tải, máy xúc đất và máy bay.

## Sản phẩm thay thế
Trong khi bánh xe được sử dụng rất rộng rãi để vận chuyển mặt đất, vẫn có những lựa chọn thay thế, một số lựa chọn phù hợp với địa hình mà bánh xe không hiệu quả. Các phương pháp thay thế để vận chuyển mặt đất không có bánh xe bao gồm:
- Maglev
- Bánh xích của xe
- Động cơ truyền động bằng ốc vít

## Biểu tượng
Bánh xe cũng đã trở thành một ẩn dụ văn hóa và tinh thần mạnh mẽ cho một chu kỳ hoặc sự lặp lại thường xuyên (xem luân xa, luân hồi, Âm và Dương trong số những người khác). Như vậy và vì địa hình khó khăn, ở Tây Tạng cũ bị cấm xe bánh lốp. Bánh xe ở Trung Quốc cổ đại được coi là biểu tượng của sức khỏe và sức mạnh và được một số làng sử dụng như một công cụ để dự đoán sức khỏe và thành công trong tương lai. Đường kính của bánh xe là chỉ số về sức khỏe trong tương lai của một người.
Bánh xe có cánh là biểu tượng của sự tiến bộ, được nhìn thấy trong nhiều bối cảnh bao gồm quốc huy của Panama, biểu tượng của Cơ quan Tuần tra Đường cao tốc Bang Ohio và Đường sắt Bang của Thái Lan. Bánh xe cũng là hình nổi bật trên quốc kỳ của Ấn Độ. Bánh xe trong trường hợp này tượng trưng cho luật (pháp). Nó cũng xuất hiện trên lá cờ của người Romani, gợi ý về lịch sử du mục và nguồn gốc Ấn Độ của họ.
Sự ra đời của bánh xe nan gỗ (xe ngựa) vào thời đại đồ đồng giữa dường như đã mang lại một phần nào đó uy tín. Chữ thập mặt trời dường như có một ý nghĩa trong tôn giáo thời kỳ đồ đồng, thay thế khái niệm trước đây về xà lan Mặt trời bằng cỗ xe năng lượng mặt trời 'hiện đại' và công nghệ tiên tiến hơn. Bánh xe cũng là một biểu tượng mặt trời đối với người Ai Cập cổ đại.